# LI Corpo de Exército (Alemanha)
O LI Corpo de Exército (em alemão:LI. Armeekorps) foi um Corpo de Exército alemão que operou durante a Segunda Guerra Mundial.

## Comandantes
| Comandante                                          | Data                                       |
| --------------------------------------------------- | ------------------------------------------ |
| General der Infanterie Hans-Wolfgang Reinhard       | 25 de novembro de 1940 - 8 de maio de 1942 |
| General der Artillerie Walter von Seydlitz-Kurzbach | 8 de maio de 1942 - 31 de janeiro de 1943  |

## Área de operações
| Alemanha         | novembro de 1940 - junho de 1941  |
| Frente Ocidental | junho de 1941 - outubro de 1942   |
| Stalingrado      | outubro de 1942 - janeiro de 1943 |